# Acranthera sinensis
Acranthera sinensis là một loài thực vật có hoa trong họ Thiến thảo. Loài này được C.Y.Wu mô tả khoa học đầu tiên năm 1957.